# 黑龙江嫩江联合省
1947年2月2日，黑龙江省、嫩江省两省在齐齐哈尔市举行合并会议，决定合并为黑龙江嫩江联合省（简称黑嫩省），省政府驻齐齐哈尔市（合并前黑龙江省省会为北安市，嫩江省省会为齐齐哈尔市）。
黑嫩省共辖1市、38县、3旗，分设5个专区。
- 第一专区，辖北安、德都、依安、拜泉、克山、克东、通北、海伦、绥棱、庆安、铁骊、绥化、通肯、绥东14县。
- 第二专区，辖龙江、嫩江、讷河、富裕、甘南、景星、泰来、龙东8县和依克明安旗。
- 第三专区，辖青冈、望奎、明水、林甸、安达、兰西6县。
- 第四专区，辖肇州、扶余、肇东3县和杜尔伯特、郭尔罗斯后旗2旗。
- 第五专区，辖瑷珲、呼玛、漠河、逊克、乌云、孙吴6县。

1947年9月16日，东北行政委员会决定，将黑嫩省重新划分为黑龙江省和嫩江省。除将安达县划归嫩江省管辖外，原管辖区域不变。同时撤销第一、第二、第三、第四专区，第五专区恢复为黑河专区，归黑龙江省管辖。